# 斋桑棘豆
斋桑棘豆（学名：Oxytropis recognita）为豆科棘豆属下的一个种。